# Дом Саввы Яковлева

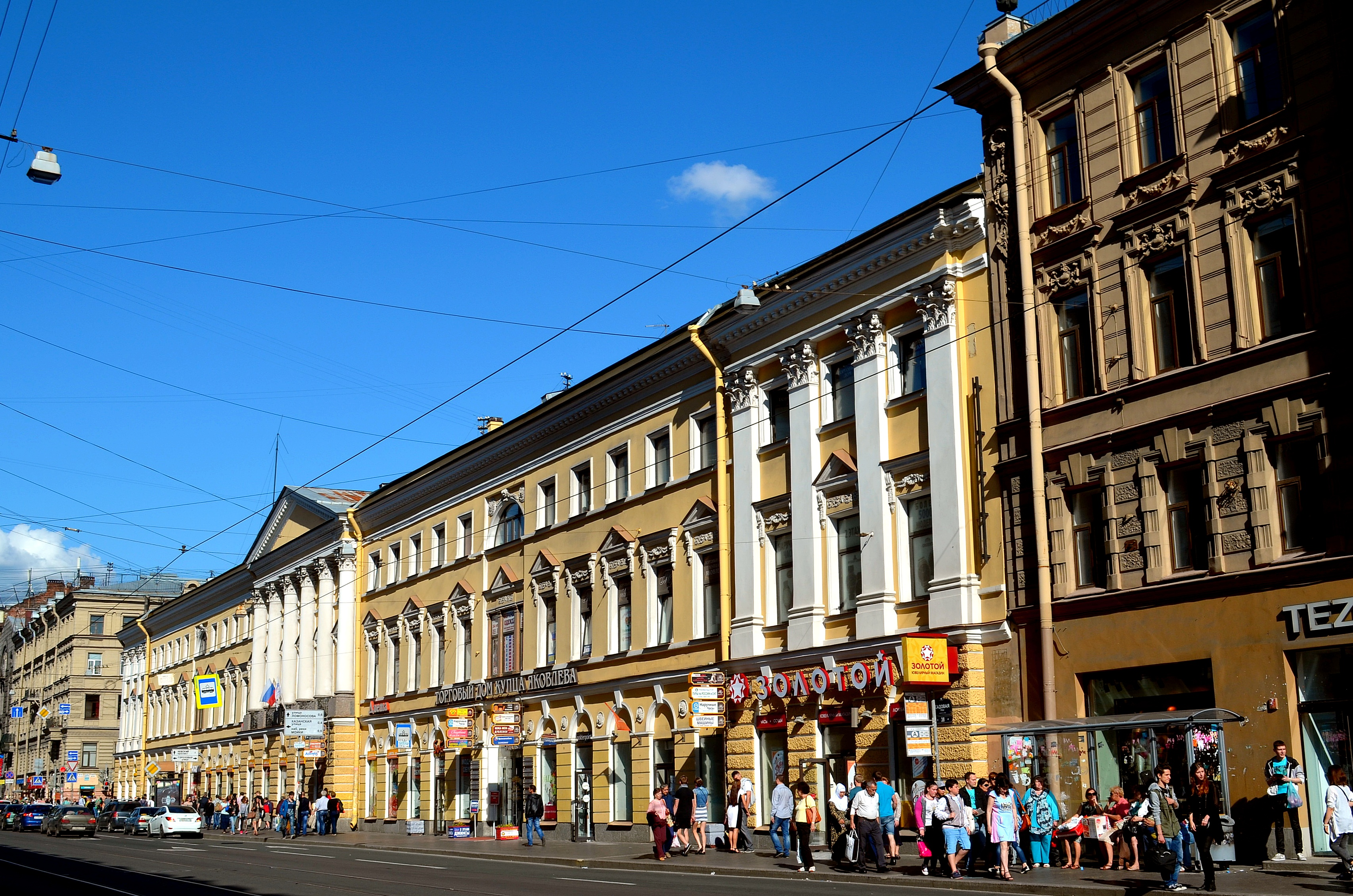
Главный фасад по Садовой улице

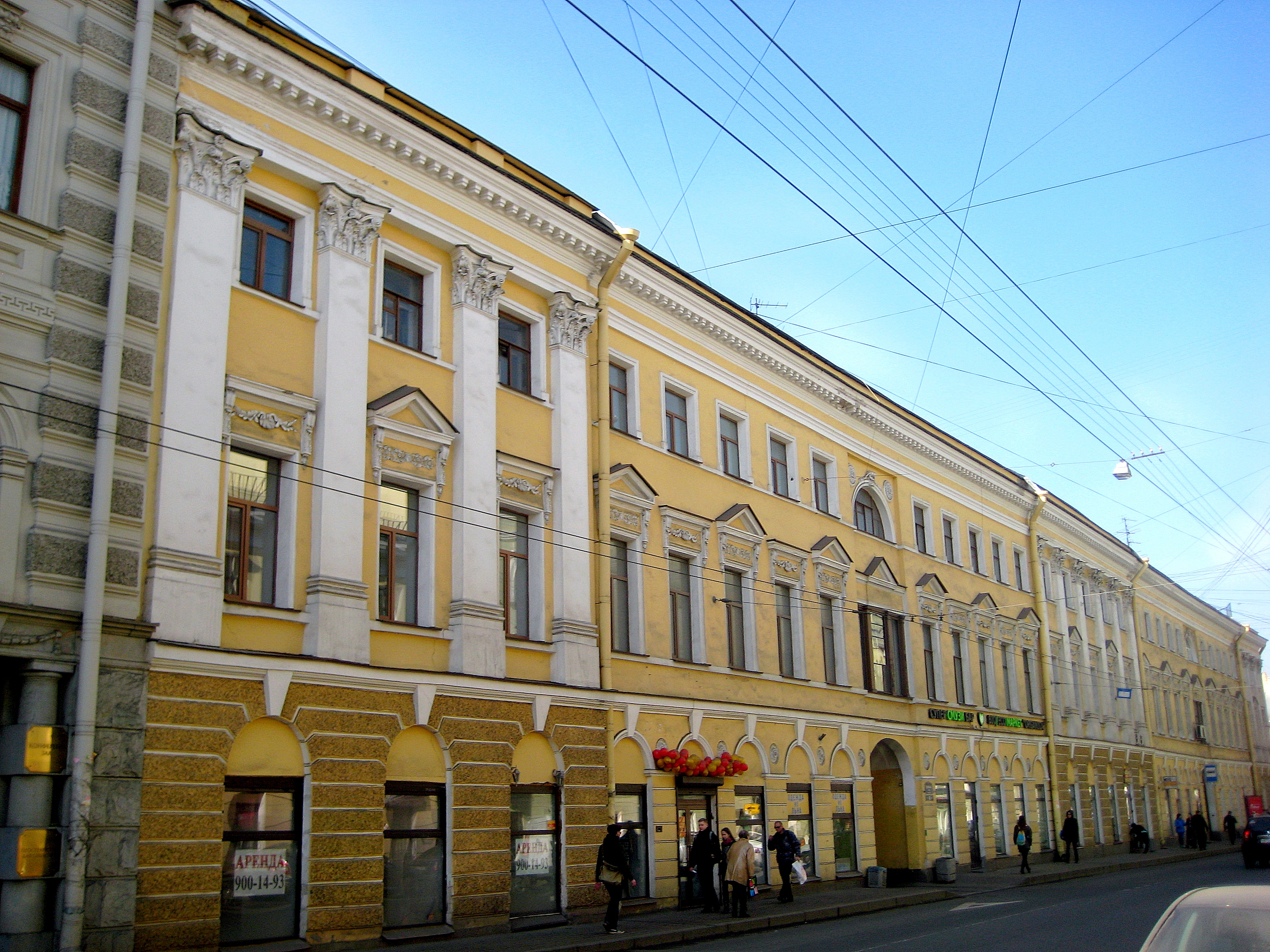
Фасад по Гороховой улице

Дом Саввы Яковлева — памятник архитектуры. Расположен в Санкт-Петербурге, современный адрес дома — Садовая улица, 38 (Гороховая улица, 45).
В XVIII веке участком владел заводчик, откупщик и миллионер Савва Яковлев. В 1780-х годах (возможно, в 1756 году) неизвестным архитектором для него был построен жилой дом и г-образное служебное здание в глубине участка. У дома нет замкнутого внутреннего двора, в нём располагались многочисленные складские помещения.
Главный фасад обращён на Садовую улицу, в его центре расположен колонный портик с фронтоном. Фасад, обращённый на Гороховую — примерно равной длины, украшен только пилястрами коринфского ордера. У дома есть тройные окна, различные по рисунку сандрики над окнами. Архитектор закруглил дом здания, расположил на нём лоджию с коринфской колоннадой.
Окна на первом этаже были расширены в 1913 году. Помещения первого этажа перекрыты сводами, также на сводах сконстрированы опирающиеся на центральные несущие столбы лестницы.
Рядом со зданием находилась каменная церковь Спас-на-Сенной, возведённая в 1753—1765 годах. Наследники Яковлева владели этим домом более века, после чего в 1905 году продали его купцу А. Д. Воденикову, который занимался торговлей колониальными товарами и числился председателем Общества помощи бедным прихожанам церкви Спаса на Сенной. От него дом в 1916 году перешёл к последней частной владелице — О. А. Глазовой.
В начале XIX века в доме соседствовали ваксельная, восковая, меняльная лавки, магазины мебели, стеклянной посуды, бронзовых изделий, мод; булочная, цирюльня и винный погреб. В 1810 году в доме была открыта мастерская по изготовлению мраморных и гипсовых изделий, принадлежавшая А. Трискорни, живописная мастерская Медичи и Туричелли. В 1880 году в доме снимал квартиру писатель В. М. Гаршин. В начале XX века здесь находились фабрика и магазин музыкальных инструментов П. Розмыслова, а в годы Первой мировой войны в помещении располагался часовой и ювелирный магазин купца Н. Н. Шолохова. Тогда же здесь работал «Зверинец-театр», в котором демонстрировались живые картины. В 1913 году в доме открылся маленький театр (кафе-шантане) «Летучая мышь», который просуществовал до 1917 года; с этого кафе начал свою работу Александр Вертинский. Кроме того, в доме проводились «сеансы-лекции» театра «Научный кинематограф».
С 1918 года часть здания занимало Российское телеграфное агентство (РОСТА), в котором неоднократно бывал В. В. Маяковский. Позднее здесь разместился магазин «Лендиетторга» — «Диета», в котором ленинградцы покупали дефицитные мясопродукты и рыбу. Магазин сохранил свой профиль по сей день. «Летучую мышь» заменил клуб «Красная звезда», театр «Пролетарий» и кинематограф. Во время НЭПа в здании размещался клуб электролото «Мышь». 27 января 1931 года и до 1937 года в доме был организован районный Дом Коммунистического воспитания детей, на первом этаже дворового флигеля в советское время находилась контора Ленинградского пусконаладочного участка треста «Рыбстрой» Министерства рыбного хозяйства СССР. С 2004 года в здании размещён новый пресс-центр и ньюсрум Информационного агентства «Интерфакс-Северо-Запад».